# Госпитализация Ларисы Арап
Госпитализация Ларисы Арап — недобровольная госпитализация в психиатрическую больницу Ларисы Ивановны Арап, члена мурманского отделения Объединённого гражданского фронта.
8 июня 2007 года беседа с Ларисой Арап была опубликована в местной оппозиционной газете «Марш несогласных» в статье Илоны Новиковой «Дурдом». Л. И. Арап рассказала о злоупотреблениях и издевательствах в психиатрической больнице Мурманской области, город Апатиты, где она провела в качестве пациента два месяца в 2004 году. Эта публикация привлекла внимание и вызвала общественный резонанс. Соратники Арап считают, что публикация стала причиной применения к Ларисе Арап карательной психиатрии.

## Принудительная госпитализация
5 июля 2007 года Лариса Арап была принудительно помещена в мурманскую психиатрическую больницу после того, как она обратилась в психиатрический кабинет местной поликлиники за справкой для продления водительских прав. До этого, в 2004 году Арап уже лечилась в психиатрической больнице, затем вернулась к работе и получила разрешение на вождение автомобиля, хотя и с условием ежегодного продления этого права психиатром.
Согласно доверенному лицу Ларисы Арап Елене Васильевой, 5 июля Арап поехала в Североморск, чтобы взять справку. За месяц до этого она прошла полностью медицинскую комиссию, переоформляя водительские права. Зайдя в кабинет психиатра и назвав свою фамилию, она удивилась бурной реакции Ольги Решет — принимавшего доктора, которая спросила: «Вы та самая, которая написала статью о психбольнице?» Арап подтвердила, что это так. Доктор попросила её выйти из кабинета и немного подождать. Тем временем врач вызвала наряд милиции и бригаду скорой помощи.
Участие психиатра Ольги Решет как первого врача, инициировавшего госпитализацию Л. Арап, подтверждается фотокопией решения суда (18 июля 2007, Мурманск) о насильственной госпитализации. Подпись «Решет О.» как представителя Североморска стоит второй после подписи судьи Пасечной Л. Г. Сразу после принудительного помещения Арап в больницу её дочь и зять попытались узнать, почему она была госпитализирована в срочном порядке; и, по их словам, врач повела себя агрессивно (заявила, что это произошло из-за публикации в газете, и пригрозила таким же образом госпитализировать и дочь, и зятя Арап).

Когда я приехала, её уже не застала в приёмном отделении, её уже увели. У дежурного доктора я попросила ознакомиться с основаниями принудительной госпитализации, то есть именно с направлением участкового врача [Ольги Решет]. Мне было в ознакомлении с данных документом категорически отказано. Причем доктор мне не совсем в этичном виде кинула газету, в которой была опубликована статья «Дурдом», сказала, что это ненормально, чтобы писались подобные статьи, и вообще, моя мама, возможно, будет проходить очень длительное лечение и, возможно, вообще не будет выписана и останется там.
— Таисия, дочь Л. Арап
Решение о госпитализации Арап вынес суд Ленинского района города Мурманска только 18 июля 2007 года. Закон о психиатрической помощи обязывает вынести судебное решение о недобровольной госпитализации в течение пяти дней.
26 июля Лариса Арап была переведена в Мурманскую областную психиатрическую больницу, расположенную в 250 км от Мурманска в г. Апатиты. 6 августа во время мощной кампании протеста администрация больницы обратилась в суд для продления недобровольного лечения Ларисы Арап. К тому времени Лариса уже не отказывалась от лечения, обращалась к руководству больницы с просьбой перевести её в дневной стационар. С аналогичными просьбами обращался и муж Арап, обещая содействие в её лечении дома.
10 августа городской суд г. Апатиты дал санкцию на принудительное лечение Ларисы Арап в психиатрическом стационаре.
По предложению Независимой психиатрической ассоциации России (НПА) уполномоченный по правам человека в РФ Владимир Лукин создал специальную комиссию для независимого освидетельствования Ларисы Арап и оценки обоснованности её недобровольной госпитализации. 9—11 августа комиссия из членов НПА посетила Мурманскую областную психиатрическую больницу.
20 августа утром (на 46-й день) Лариса Арап была освобождена. Руководитель мурманского отделения ОГФ Елена Васильева связывает освобождение Ларисы с широкой оглаской и протестами общественности. Обсуждалась возможность привлечения к ответственности психиатров, допустивших нарушения при госпитализации Арап.

## Освещение в СМИ
Случай с госпитализацией Ларисы Арап получил освещение в десятках органов СМИ, а также на пресс-конференции в газете «Комсомольская правда» 14 августа 2007 г.
Сообщения о Л. Арап публиковали в том числе иностранные СМИ.

## Мнения в защиту Арап
Президент Независимой психиатрической ассоциации Юрий Савенко, возглавлявший комиссию НПА, подтвердил в интервью BBC, что Арап действительно больна, но не настолько, чтобы для её лечения требовалась госпитализация. Савенко отметил, что Арап не представляет опасности для окружающих и, по его мнению, никаких оснований для недобровольного лечения в больнице не было.
Уполномоченный по правам человека Владимир Лукин заявил на пресс-конференции 14 августа, что активистку мурманского отделения ОГФ Ларису Арап направили на принудительное лечение в психиатрическую больницу не по медицинским показаниям. Лукин назвал помещение Ларисы Арап в больницу местью за публикацию.
Эммануил Гушанский, врач-психиатр, эксперт бюро независимой экспертизы, указывает, что недобровольная госпитализация Ларисы не была своевременно санкционирована решением суда; таким образом, имеет место как минимум процессуальное нарушение закона в отношении Арап.
Известный психиатр В. Я. Евтушенко, заслуженный врач РФ, один из создателей российского Кодекса профессиональной этики работающих в психиатрии, указывая, что Ларису без судебного постановления противозаконно удерживали в стационаре свыше 5 дней, отмечает также, что сама необходимость госпитализации не была в должной мере обоснована. Сомнительны оказались заявления врачей как об опасности действий Арап, так и о возможности ухудшения её состояния. По мнению В. Я. Евтушенко, случай с Ларисой Арап — не проявление «карательной психиатрии», а свидетельство, что «у нас отсутствует правовая культура и нет понимания этических основ нашей непростой профессии».
Президент санкт-петербургского отделения учреждённой Церковью саентологии организации «Гражданская комиссия по правам человека» Роман Чорный с группой правозащитников заявил, что им не разрешили встретиться с Арап. Правозащитники расценили отказ во встрече с пациенткой как подтверждение факта злоупотреблений психиатрией в отношении Арап. Чорный считает принудительную госпитализацию Ларисы актом политического преследования.
Доверенное лицо Арап Елена Васильева утверждала, что в 2006 и июне 2007 года активистка прошла комиссию на водительские права и никаких психических заболеваний у неё установлено не было. Члены ОГФ высказывали опасения, что госпитализация Ларисы станет для неё пожизненным заключением.
Представители Арап сообщали, что в диспансере она дважды объявляла голодовку, протестуя против принудительной госпитализации. Лариса Арап продолжила голодовку 7 августа.
Елена Васильева отмечала также, что Лариса Арап страдает сахарным диабетом. Однако она не была обследована у эндокринолога, а медперсонал ограничивал её в воде.
В обращении, размещённом на сайте движения, ОГФ просил правозащитников содействовать правовому разрешению ситуации, проведению независимой психиатрической экспертизы в отношении Арап и прекращению до этого времени её принудительного лечения.
Иностранные представители были проинформированы о случае с Арап. Весной 2007 года консул США посетил Мурманскую область, но «никаких действий, связанных с ситуацией вокруг госпожи Арап, консульство не предпринимало», что объясняется простым фактом: госпитализация Арап произошла лишь в июле.
Представитель от международного правозащитного сообщества, заместитель директора отдела Human Rights Watch по Европе и Центральной Азии Рейчел Денбер сделала следующее заявление:

Это принудительное помещение в психиатрическую больницу. Очень напоминает старые методы. Это не годится для современной России, неприемлемо для правового государства.

Международный комитет защиты журналистов выразил обеспокоенность принудительным помещением Арап в больницу и призвал Владимира Путина лично вмешаться в её дело.
В The Times 12 сентября было опубликовано письмо Владимира Буковского, Гарри Каспарова, сэра Джеффри Биндмана и Питера Реддауэя по поводу госпитализации Ларисы Арап, оценивавших случай этой госпитализации как возрождение использования психиатрии в политических целях; письмо заканчивалось обращением к психиатрическим ассоциациям с просьбой «осудить эту практику и оказать давление на российских коллег с целью её прекращения».

## Мнения в пользу госпитализации
Согласно врачу больницы Марине Рекиш, состояние Арап вызвало у неё опасение. По словам Рекиш, Арап «пыталась сорвать занавески с окна кабинета, сильно жестикулировала, кричала, что все мы настроены против неё».
Главный врач психиатрической больницы города Апатиты Евгений Зенин отрицал, что принудительное помещение Арап в стационар имеет политическую подоплёку. Также он отметил, что пребывание Ларисы Арап и её лечение в больнице дали положительные результаты. Е. Зенин специально отмечал тот факт, что Арап уже проходила психиатрическое обследование в 2004 году, что инициатором обращения к врачам выступил её муж и что тогда же было принято первое решение о принудительном лечении Арап[значимость факта?].
Арап опровергает информацию главного врача местной больницы и заявляет, что по собственному желанию обратилась к врачам, так как испытывала после допросов ФСБ, звонков с угрозами и личных проблем стресс и нуждалась в успокоительных средствах.
Мурманские журналисты, посетившие вместе с представителями ОГФ 1 августа больницу, где проходила лечение Арап, были ознакомлены (с согласия пациентки) с её историей болезни и не нашли поводов усомниться в справедливости выводов врачей. В ходе встречи с прессой представитель местного комитета по здравоохранению Аркадий Рубин особо отметил, что «состояние здоровья душевнобольных людей недопустимо использовать в политических целях». От имени комитета по здравоохранению было написано заявление в прокуратуру, в котором чиновники просили разобраться с клеветническими (по их мнению) заявлениями членов ОГФ.
По словам врачей, Арап (вопреки утверждениям о голодовке) отказывалась лишь от больничной еды, охотно принимая продукты, приносимые в больницу её родственниками. Позднее Арап упоминала, что еду от родственников она принимала единственный раз, чтобы иметь возможность выступать в суде.

## Принудительная госпитализация и статья «Дурдом»
В своём интервью «Молодёжному информационному агентству» Марина Литвинович, помощник лидера ОГФ Гарри Каспарова, сказала, что версия о связи госпитализации Ларисы Арап с её деятельностью небезосновательна.
Наблюдатели считают, что причиной госпитализации Ларисы Арап было её участие в подготовке статьи «Дурдом». В статье, опубликованной в мурманской газете «Марш несогласных», Лариса Арап утверждала, что в отношении подростков персонал апатитской психиатрической больницы часто проявляет насилие, граничащее с пытками. Эти выводы, по словам Арап, она сделала на основе бесед с самими пациентами и их родителями.
Сведений о привлечении авторов статьи «Дурдом» к ответственности за клевету (по крайней мере до августа 2007 года) не имеется.
Согласно самой Арап, ей угрожали сотрудники ФСБ в связи с раскрытием финансовых нарушений в жилищно-строительном кооперативе, где она работала бухгалтером. «Трижды сотрудники ФСБ вызывали меня к себе, предлагали молчать о финансовых нарушениях шефа нашего кооператива, а на третий раз просто вызвали 26-ю бригаду и пригрозили, чтобы молчала обо всём» (интервью Арап, 2007).

## Преследования родственников Арап
Дочь Арап Таисию уволили с работы 9 августа 2007 г. После того, как Таисия Арап дала интервью, «её вызвали в службу безопасности банка, в котором она работала, и предупредили, чтобы она не смела давать интервью, в противном случае у неё будут неприятности». Таисия перестала общаться с журналистами, «но, тем не менее, было принято решение о том, чтобы её уволить; официальная версия — Таисия не прошла испытательный срок».
Близкие Ларисы Арап подали кассационную жалобу в прокуратуру и опасались, что их тоже объявят сумасшедшими.

## Другие прецеденты в России 2000-х годов
В прессе публикуются сведения о случаях, сходных с госпитализацией Ларисы Арап. Власти России порой обвиняются в том, что они возвращаются к практике использования карательной психиатрии против инакомыслящих.
- Осенью 2005 года чебоксарский правозащитник Альберт Имендаев, давний оппонент президента Чувашии Фёдорова, был с многочисленными нарушениями по процедуре и срокам помещён в психиатрическую больницу[48] — за считанные дни до заседания местной избирательной комиссии, на котором должен был решаться вопрос о регистрации А. Имендаева кандидатом в законодательное собрание города[48][49].
- В 2007 году активист коалиции «Другая Россия» Артём Басыров был недобровольно помещён в психиатрический стационар накануне планировавшегося «Митинга несогласных», одним из организаторов которого выступал А. Басыров[50]. А. Басыров страдал нетяжёлым психическим расстройством, однако реальных оснований для госпитализации не было: Артём нуждался лишь в амбулаторной терапии. В предоставленном суду заключении врачебной комиссии тяжесть психических расстройств была грубо преувеличена[51].
- Не было оснований для стационарного лечения и в случае с Андреем Новиковым[52][53] — журналистом, заключённым в тюрьму по обвинению в «экстремизме» после того, как публично критиковал политику В. Путина в Чечне, и направленным на принудительное психиатрическое лечение[54]. Хотя состава преступления в действиях Новикова не было, решить дело наиболее удобным образом позволило наличие у него давнего психиатрического диагноза[55].
- Организация «Ф.А.К.Э.Л.-П.О.Р.Т.О.С.», молодёжная коммуна макаренковского типа, в 2000 году была разгромлена Люберецким РУБОПом с грубыми нарушениями законодательства; членов организации обвинили в создании «незаконного вооружённого формирования». В частности, Ю. Давыдов был осуждён, приговорён к заключению и направлен на принудительное лечение с диагнозом «шизофрения, бредовые идеи перестройки и реформаторства общества»[56]. Диагноз «шизофрения» также получил и был признан невменяемым Е. Привалов[57].